# مانوئل کئوسیان
مانوئل گئورگیو کئوسیان (اسپانیایی: Manuel Gregorio Keosseian‎؛ زادهٔ ۱۷ اوت ۱۹۵۳) بازیکن فوتبال اهل ارمنی‌تبار اروگوئه است.

## باشگاهی
از باشگاه‌هایی که در آن بازی کرده‌است می‌توان به ریور پلاته، باشگاه فوتبال دانوبیو و اتلتیکو ایندپندینته اشاره کرد.